# Ingrid García-Jonsson
Ingrid García-Jonsson, född 6 september 1991 i Skellefteå, är en svensk-spansk skådespelare. Hon är bosatt och huvudsakligen verksam i Spanien.
García-Jonsson har bland annat medverkat i filmerna Beautiful Youth, Veneciafrenia och The Last Kingdom: Seven Kings Must Die där hon i samtliga fall spelat en av huvudrollerna

## Filmografi (i urval)
- 2014 – Beautiful Youth
- 2021 – Veneciafrenia
- 2023 – The Last Kingdom: Seven Kings Must Die